# Electromatic
Electromatic A/S var en dansk elektronikvirksomhed, der havde hovedsæde i Hadsten. Fabrikken blev grundlagt af Mogens Kjeldsen i 1956, som ejede denne indtil salget i 1988, hvor virksomheden skiftede navn. Dermed ophørte Electromatic med at eksistere.

## Historie
Electromatic blev startet af den 24-årige elektriker Mogens Kjeldsen i 1956 i Hasle, der ligger i det vestlige Aarhus. Han havde årene forinden været ansat hos flyvevåbnet, som også var stedet, hvor hans idé opstod. Mogens antog nemlig, at de elektroniske systemer fra flyvemaskiner også kunne bruges i industrien.
Efter flere år i kælderen under privaten i Hasle, var pladsforholdene blevet for trænge. Mogens købte derfor den nedlagte Vinterslev Skole af Hadsten Kommune i 1970. Skolen blev dog allerede i 1974 for lille, hvorefter Electromatic opførte nye fabrikshaller, administration, børnehave og privat beboelse på i alt 12.000 kvadratmeter. I 1984 udvidede Electromatic i Hadsten med yderligere 5.000 kvadratmeter, og samtidig gav beskæftigelse til omkring 150 nye medarbejdere. I 1985 blev der udvidet med endnu en fabrik i Auning.
I 1988 havde virksomheden omkring 900 ansatte fordelt på de fabrikker, og omsatte årligt for omkring 500 mio. kr., hvoraf ca. 75% var eksport til udlandet. Samme år solgte grundlæggeren og eneejer Mogens Kjeldsen virksomheden til schweizisk-italienske koncern Carlo Gavazzi Holding AG for 300 mio. kr., der samtidig ændrede fabrikkens navn til Carlo Gavazzi Handel A/S. Den nye ejer flyttede meget af produktionen til udlandet, hvilket betød mange fyringer og lukning af fabrikken i Auning. I dag beskæftige den danske division, der stadig ligger i Hadsten, 25 ansatte.